# Benny Lekström
Benny Lekström (* 19. Februar 1981 in Enskede, Stockholm) ist ein schwedischer Fußballspieler. Der Torwart spielte in seiner bisherigen Karriere in Norwegen und seinem Heimatland.

## Sportlicher Werdegang
Lekström begann mit dem Fußballspielen im Stockholmer Stadtteilklub Enskedefältets BK. Über Enskede IK kam er Ende 2005 zum Erstligisten Hammarby IF, wo er als Ersatztorhüter den abgewanderten Jon Rytterbro ersetzen sollte. Bereits im Laufe des Jahres hatte er als Gastspieler bei Hammarby Talang FF, dem Farmteam des Klubs, überzeugt. Hinter Erland Hellström und Richard Kingson kam er in den folgenden zwei Spielzeiten zu zehn Spieleinsätzen in der Allsvenskan, wobei er hauptsächlich vom Verletzungspech des als Nummer 1 vorgesehenen Hellströms in der Spielzeit 2007 profitierte. Nach Ablaufen seines Vertrages Ende 2007 wechselte er zum Januar 2008 zum Zweitligisten IF Brommapojkarna, wo er einen Zwei-Jahres-Vertrag unterzeichnete. Da der dortige neue Trainer Kim Bergstrand auf den Nachwuchsmann Kristoffer Nordfeldt setzte, blieb ihm jedoch auch hier nur die Rolle des Ersatzmannes. Erst nach dem Aufstieg am Ende der Zweitliga-Spielzeit 2008 kam er in der anschließenden Erstligaspielzeit für den Klub in der Liga zum Einsatz, als er abermals vom Verletzungspech der Konkurrenz profitierte. Ende 2009 verlängerte er der Klub schließlich seinen ausgehenden Kontrakt um ein Jahr.
Nach Ablaufen des Vertrages bei IF Brommapojkarna war Lekström zunächst ohne Verein, nach einem Probetraining bei Västerås SK wechselte er im März 2011 schließlich zum norwegischen Klub FK Mjølner. Beim Drittligisten überzeugte er, so dass der Erstligist Tromsø IL ihn für zwei Jahre unter Vertrag nahm. Dort war er als Ersatzmann für seinen Landsmann Marcus Sahlman gedacht, nach einer Verletzung des Konkurrenten eroberte er über weite Strecken der Spielzeit 2012 den Platz zwischen den Pfosten und bestritt in seiner ersten Spielzeit 20 Spiele in der Tippeligaen. Anschließend war jedoch Sahlman wieder Stammkraft bis auf erneute verletzungsbedingte Pausen, die Lekström zu insgesamt vier Spieleinsätzen in der Folgesaison verhalfen. Nachdem der Klub zum Jahresende in die Zweitklassigkeit abgestiegen war, verdrängte er Sahlman und avancierte vor dem Nachwuchstorhüter Lars Herlofsen zum Stammtorhüter. Nach dem direkten Wiederaufstieg war er auch zu Beginn der Spielzeit 2015 Stammtorhüter, ehe er nach einer am sechsten Spieltag in der Partie gegen IK Start erlittenen Verletzung den Platz zwischen den Pfosten an Pål Heigre abtreten musste.
Nach Ablauf seines Vertrags in Norwegen Ende 2015 kehrte Lekström ablösefrei nach Schweden zurück, wo er beim Zweitligisten IK Sirius als Nachfolger des zu Gefle IF in die Allsvenskan abgewanderten Andreas Andersson einen Zwei-Jahres-Kontrakt unterzeichnete. Im Verlauf der Zweitliga-Spielzeit 2016 lieferte er sich ein Duell mit Lukas Jonsson um den Stammplatz im Tor. Nach elf Meisterschaftsspielen, in denen er zum Aufstieg aus der Superettan beigetragen hatte, lösten Verein und Spieler vor Beginn der folgenden Spielzeit im Frühjahr 2017 die vertragliche Vereinbarung auf. Nachdem er sich zwischenzeitlich bei seinem Ex-Klub Hammarby IF fit gehalten hatte, schloss er sich wenige Tage später dem Fünftligisten Ängby IF an. Der Aufenthalt dort währte jedoch nur ein Vierteljahr, im Sommer holte ihn Hammarby IF nach dem Abgang des bisherigen Stammtorhüters Tim Markström zur Erweiterung des Kaders zurück. Hier war er jedoch hinter dem ebenfalls im Sommer 2017 verpflichteten Ex-Nationaltorhüter Johan Wiland nur Ersatzmann. Nach Ablaufen seines Vertrages Ende 2018 wurde dieser nicht mehr verlängert.